# Кубок России по современному пятиборью среди женщин 2012
Кубок России по современному пятиборью среди женщин 2012 года проходил в Москве с 22 по 25 января. Медали разыгрывались в личном и командном первенстве.
На старт вышли 34 пятиборки, которые представляли 8 регионов и городов России. В командных соревнованиях участвовало 7 команд (по 3 спортсмена).
По регламенту соревнований заключительным видом пятиборья был поставлен конкур.
По итогам двухдневной борьбы обладательницей Кубка России стала москвичка Екатерина Хураськина.
За несколько дней до старта Хураськина на ежегодной конференции Федерации современного пятиборья (ФСПР) была признана лучшей пятиборкой России 2011 года. Похоже, что она не намерена уступать это звание и в новом году, который к тому же является годом столетия этого вида спорта. В первый день соревнований Екатерина создала необходимый запас прочности, причем её результат в фехтовании, 27 побед в 33 поединках, стоит быть отмеченным особо. А после того, как её ближайшая конкурентка Евдокия Гречишникова неудачно выступила в последней дисциплине, конкуре, стало ясно, что помешать Хураськиной открыть новый сезон победой может только чудо. Екатерина была небезупречна, но на итоговом положении её немногочисленные ошибки не сказались: набрав 5420 очков она более, чем на сотню баллов опередила ставшую второй Людмилу Кукушкину.
- ТЕХНИЧЕСКИЕ РЕЗУЛЬТАТЫ

КУБОК РОССИИ. Москва. Женщины
Личное первенство.
1. Екатерина Хураськина (Москва) – 5420.
2. Людмила Кукушкина (Нижегородская обл.) – 5316.
3. Евдокия Гречишникова – 5292.
4. Анна Савченко – 5284.
5. Алисэ Фахрутдинова (все – Москва) – 5188.
6. Ангелина Марочкина (Санкт-Петербург) – 5156.

## Кубок России. Женщины.
- Личное первенство.

| Дисциплина        | Золото                               | Серебро                                          | Бронза                               |
| Личное первенство | Хураськина Екатерина · Москва · 5420 | Кукушкина Людмила · Нижегородская область · 5316 | Гречишникова Евдокия · Москва · 5292 |

- Итоговая таблица. Личное первенство.

| Место | Спортсмен              | Город                                         | Фехтование | Плавание Результат/очки | +Комбайн Результат/очки | Конкур | Сумма очков |
| ----- | ---------------------- | --------------------------------------------- | ---------- | ----------------------- | ----------------------- | ------ | ----------- |
| 1.    | Екатерина Хураськина   | Москва                                        | 1112       | 2.27,51/1032            | 12.01,0/2116            | 1160   | 5420        |
| 2.    | Людмила Кукушкина      | Нижегородская область                         | 1000       | 2:14,84/1184            | 12.42,0/1952            | 1180   | 5316        |
| 3.    | Евдокия Гречишникова   | Москва                                        | 1020       | 2:23,44/1080            | 11.55,0/2156            | 1120   | 5292        |
| 4.    | Анна Савченко          | Москва                                        | 1028       | 2:25,40/1056            | 12:30,00/2000           | 1100   | 5284        |
| 5.    | Алисэ Фахрутдинова     | Москва                                        | 888        | 2:17,94/1148            | 12:42,00/1952           | 1200   | 5188        |
| 6.    | Ангелина Марочкина     | Санкт-Петербург                               | 972        | 2:10,05/1240            | 12:02,00/2112           | 1160   | 5156        |
| 7.    | Гульназ Губайдуллина   | Башкортостан- Ямало-Ненецкий автономный округ | 608        | 2:10,05/1240            | 12.02,0/2112            | 1160   | 5120        |
| 8.    | Юлия Колегова          | Московская область                            | 888        | 2:17,37/1152            | 12:32,00/1992           | 1060   | 5092        |
| 9.    | Мария Корчагина        | Самарская область                             | 776        | 2:29,32/1012            | 12:02,00/2112           | 1180   | 5233        |
| 10.   | Светлана Лебедева      | Москва                                        | 944        | 2:21,93/1100            | 13:22,00/1792           | 1180   | 5016        |
| 11.   | Елизавета Пучкова      | Калининград                                   | 804        | 2:25,89/1052            | 12:47,00/1932           | 1200   | 4988        |
| 12.   | Полина Стручкова       | Москва                                        | 972        | 2:15,87/1172            | 13:59,00/1644           | 1200   | 4988        |
| 13.   | Анастасия Бугрина      | Московская область                            | 636        | 2:26,12/1048            | 12:15,00/2060           | 1180   | 4924        |
| 14.   | Александра Сергеева    | Самарская область                             | 944        | 13:40,00/1720           | 13.58,0/1848            | 1160   | 4908        |
| 15.   | Екатерина Каржановская | Москва                                        | 748        | 2:25,83/1052            | 13:00,00/1880           | 1064   | 4744        |
| 16.   | Зарина Насырова        | Башкортостан                                  | 636        | 2:31,13/988             | 12:52,00/1912           | 1200   | 4736        |

- Командное первенство.

| Дисциплина           | Золото                                                                     | Серебро                                                                         | Бронза                                                                             |
| Командное первенство | Москва · Гречишникова Евдокия · Савченко Анна · Светлана Лебедева · 15 592 | Московская область · Юлия Колегова · Бугрина Анастасия · Дарья Зайцева · 14 628 | Санкт-Петербург · Марочкина Ангелина · Петрова Анастасия · Дарья Пирогова · 13 817 |